# Hayle İbrahimov
Hayle İbrahimov (nato Haile Desta Hagos; Macallè, 18 gennaio 1990) è un mezzofondista azero di origine etiope.

## Progressione

### 3000 metri piani
| Stagione | Tempo   | Luogo    | Data      | Rank. Mond. |
| -------- | ------- | -------- | --------- | ----------- |
| 2012     | 7'45"92 | Ostrava  | 25-5-2012 |             |
| 2009     | 7'51"68 | Istanbul | 14-6-2009 |             |

### 3000 metri piani indoor
| Stagione | Tempo   | Luogo     | Data      | Rank. Mond. |
| -------- | ------- | --------- | --------- | ----------- |
| 2013     | 7'39"59 | Stoccolma | 21-2-2013 |             |
| 2012     | 7'41"48 | Karlsruhe | 12-2-2012 |             |
| 2011     | 7'42"54 | Karlsruhe | 13-2-2011 |             |
| 2010     | 8'05"43 | Doha      | 12-3-2010 |             |

### 5000 metri piani
| Stagione | Tempo    | Luogo      | Data      | Rank. Mond. |
| -------- | -------- | ---------- | --------- | ----------- |
| 2012     | 13'11"34 | Rovereto   | 4-9-2012  |             |
| 2011     | 13'34"54 | Tbilisi    | 9-10-2011 |             |
| 2010     | 13'32"98 | Barcellona | 29-7-2010 |             |
| 2009     | 13'53"60 | Baku       | 28-6-2009 |             |

### 10000 metri piani
| Stagione | Tempo    | Luogo    | Data      | Rank. Mond. |
| -------- | -------- | -------- | --------- | ----------- |
| 2009     | 30'06"54 | Novi Sad | 23-7-2009 |             |

## Palmarès
| Anno | Manifestazione   | Sede           | Evento        | Risultato | Prestazione | Note                          |
| ---- | ---------------- | -------------- | ------------- | --------- | ----------- | ----------------------------- |
| 2009 | Europei juniores | Novi Sad       | 5000 m piani  | Oro       | 14'01"19    | Record nazionale              |
| 2009 | Europei juniores | Novi Sad       | 10000 m piani | Oro       | 30'06"64    | Miglior prestazione personale |
| 2010 | Mondiali indoor  | Doha           | 3000 m piani  | Batteria  | 8'05"43     |                               |
| 2010 | Europei          | Barcellona     | 5000 m piani  | Bronzo    | 13'34"15    |                               |
| 2011 | Europei indoor   | Parigi         | 3000 m piani  | Argento   | 7'53"32     |                               |
| 2011 | Europei under 23 | Ostrava        | 5000 m piani  | Finale    | dnf         |                               |
| 2012 | Mondiali indoor  | Istanbul       | 3000 m piani  | Batteria  | 7'57"79     |                               |
| 2012 | Europei          | Helsinki       | 5000 m piani  | 6º        | 13'36"05    |                               |
| 2012 | Giochi olimpici  | Londra         | 5000 m piani  | 9º        | 13'45"37    |                               |
| 2013 | Europei indoor   | Göteborg       | 3000 m piani  | Oro       | 7'49"74     |                               |
| 2013 | Universiadi      | Kazan'         | 5000 m piani  | Oro       | 13'35"89    | Record delle Universiadi      |
| 2014 | Mondiali indoor  | Sopot          | 3000 m piani  | 6º        | 7'56"37     |                               |
| 2014 | Europei          | Zurigo         | 5000 m piani  | Argento   | 14'08"32    |                               |
| 2015 | Universiadi      | Gwangju        | 5000 m piani  | Oro       | 13'44"28    |                               |
| 2015 | Mondiali         | Pechino        | 5000 m piani  | Batteria  | 13'28"77    |                               |
| 2016 | Europei          | Amsterdam      | 5000 m piani  | 6º        | 13'42"20    |                               |
| 2016 | Giochi olimpici  | Rio de Janeiro | 5000 m piani  | Batteria  | 13'27"11    |                               |
| 2017 | Europei indoor   | Belgrado       | 3000 m piani  | 4º        | 8'03"19     |                               |
| 2017 | Mondiali         | Londra         | 5000 m piani  | Batteria  | 13'32"15    |                               |

## Campionati nazionali
2010
- Oro ai campionati azeri juniores, 1500 m piani - 3'44"76

## Altre competizioni internazionali
2013
- 16º al Prefontaine Classic ( Eugene), 5000 m piani - 13'23"59
- 9º all'Herculis ( Monaco), 5000 m piani - 13'27"94

2014
- Argento in Coppa continentale ( Marrakech), 3000 m piani - 7'53"14

2016
- 8º ai Bislett Games ( Oslo), 5000 m piani - 13'13"92
- 7º al Bauhaus-Galan ( Stoccolma), 5000 m piani - 13'16"69